# Psicoterapia positiva

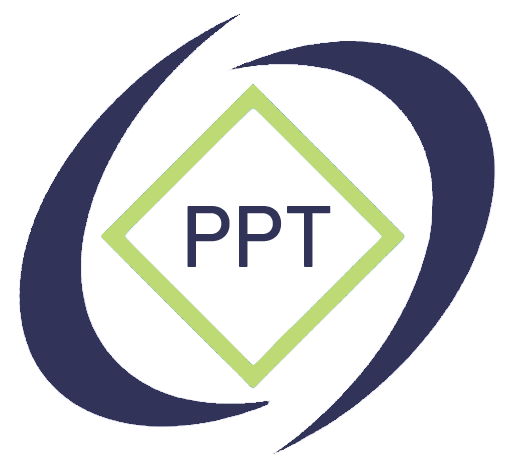
Psicoterapia positiva e transculturale (PPT secondo N. Peseschkian dal 1977)

La psicoterapia positiva (PPT secondo Peseschkian, dal 1977) è un metodo psicoterapeutico sviluppato dallo psichiatra e psicoterapeuta Nossrat Peseschkian e dai suoi collaboratori in Germania a partire dal 1968. La PPT è una forma di psicoterapia psicodinamica umanistica e si basa su una concezione positiva della natura umana. È un metodo integrativo che comprende elementi umanistici, sistemici, psicodinamici e cognitivo-comportamentali. Dal 2014 esistono centri e formazioni in venti Paesi. Non va confusa con la psicologia positiva.

## Descrizione
La psicoterapia positiva (PPT) è un approccio terapeutico sviluppato da Nossrat Peseschkian negli anni '70 e '80. Inizialmente conosciuta come "analisi differenziale", è stata poi ribattezzata come psicoterapia positiva quando Peseschkian ha pubblicato il suo lavoro nel 1977, tradotto poi in inglese nel 1987. Il termine "positivo" o "positivus" (dal latino) in PPT si riferisce agli aspetti effettivi, reali e concreti delle esperienze umane.
L'obiettivo primario della psicoterapia positiva e dei suoi operatori è quello di aiutare i pazienti e i clienti a riconoscere e coltivare le proprie capacità, punti di forza, risorse e potenzialità. Questo approccio combina elementi di varie modalità di psicoterapia, tra cui:
- una prospettiva umanistica sulla natura umana e sull'alleanza terapeutica;
- una comprensione psicodinamica dei disturbi mentali e psicosomatici;
- un approccio sistemico che considera la famiglia, la cultura, il lavoro e l'ambiente, oltre a un approccio terapeutico pratico, orientato all'auto-aiuto, e
- un approccio terapeutico in cinque fasi orientato all'obiettivo che integra tecniche di diversi metodi terapeutici.[5]

La PPT si caratterizza per il suo approccio centrato sul conflitto e orientato alle risorse, influenzato da osservazioni transculturali in più di venti culture diverse. Posizionata tra la terapia cognitivo-comportamentale manualizzata e la psicoterapia analitica orientata al processo, la PPT impiega un approccio semi-strutturato alla diagnosi, al trattamento, all'auto-aiuto post-terapeutico e alla formazione.

## Il fondatore

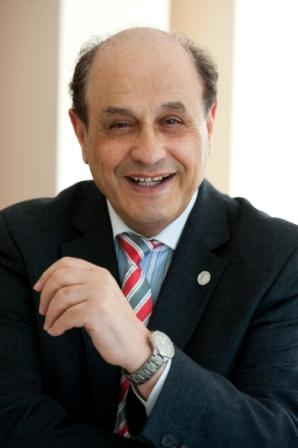
Dr. Nossrat Peseschkian

Nossrat Peseschkian, il fondatore della psicoterapia positiva, era uno psichiatra, neurologo, psicoterapeuta e specialista in medicina psicosomatica tedesco di origine iraniana. Tra la fine degli anni '60 e l'inizio degli anni '70 ha tratto ispirazione da varie fonti:
- Lo spirito prevalente di quell'epoca che ha dato origine alla psicologia umanistica e ai suoi successivi progressi.
- Interazioni personali con psicoterapeuti e psichiatri importanti e influenti come Viktor Frankl, Jacob L. Moreno e Heinrich Meng, tra gli altri.
- I principi e i valori umanistici e integrativi della Fede Bahá'í.
- Il perseguimento di un approccio integrativo, in particolare a causa delle esperienze negative dei conflitti tra psicoanalisti e terapeuti del comportamento in Germania in quel periodo.
- Osservazioni transculturali approfondite guidate dalla ricerca di una metodologia culturalmente sensibile.

Peseschkian è legato allo sviluppo dell'approccio in quanto la sua storia di vita e la sua personalità ne hanno fortemente influenzato la creazione. Peseschkian è stato descritto dal suo biografo come un "vagabondo tra due mondi" (); la sua biografia è stata sottotitolata The East and the West.
Secondo Peseschkian, lo sviluppo della psicoterapia positiva è stato motivato dalla sua esperienza di iraniano che ha vissuto in Europa a partire dal 1954. Questa esperienza lo ha reso acutamente consapevole delle differenze di comportamento, costumi e atteggiamenti tra le varie culture.
Questa consapevolezza è iniziata nell'infanzia, quando ha osservato come le sue usanze religiose differissero da quelle dei compagni di classe e degli insegnanti musulmani, cristiani ed ebrei. Le sue esperienze lo hanno portato a riflettere sulle relazioni tra religioni e persone diverse e a comprendere gli atteggiamenti come derivanti dalle visioni del mondo e dai concetti familiari. Durante la sua formazione specialistica, Peseschkian è stato testimone di confronti tra diversi metodi psichiatrici, neurologici e psicoterapeutici, esperienze che gli hanno insegnato l'importanza di eliminare i pregiudizi.
La psicoterapia positiva può essere fatta risalire ai fondamenti della psicologia umanistica e della psicoterapia stabiliti da Kurt Goldstein, Abraham Maslow e Carl Rogers. La forte influenza della psicoanalisi e dei suoi successivi sviluppi, tra cui gli approcci neofreudiani, psicosomatici e orientati alla focalizzazione come quello di Balint, hanno plasmato anche la prospettiva di Peseschkian. In risposta a queste divisioni, egli aspirava a costruire una metateoria che potesse colmare i divari tra di esse. Contemporaneamente, alcuni principi della Fede bahá'í hanno affascinato e ispirato Peseschkian per tutta la vita. Questi principi comprendevano l'armonia tra scienza e religione, il concetto bahá'í dell'essere umano come "miniera ricca di gemme di inestimabile valore" e la visione di una società globale che abbraccia la diversità culturale. Questi principi hanno avuto un ruolo significativo nel plasmare il suo lavoro e la sua visione filosofica.
Il progresso della psicoterapia positiva può essere attribuito a diversi fattori che hanno contribuito al suo sviluppo nel tempo. Questi fattori includono le intuizioni acquisite dalla formazione medica continua, le esperienze acquisite lavorando con i pazienti nelle pratiche psicoterapeutiche e psicosomatiche, le interazioni con individui provenienti da culture, religioni e sistemi di valori diversi, nonché la natura varia e diversificata dei metodi psicoterapeutici. Queste esperienze cumulative sono culminate nella creazione dell'"Analisi differenziale" nel 1969, che è stata successivamente perfezionata ed è emersa come psicoterapia positiva nel 1977. I titoli dei primi libri di Peseschkian, come Psychotherapy of Everyday Life (1974) e "In Search of Meaning" (1983), riflettono l'influenza della psicoanalisi e delle scuole esistenziali di psicoterapia sullo sviluppo della psicoterapia positiva. Inoltre, il titolo Positive Family Therapy (1980) sottolinea la sua crescita parallela a quella della terapia familiare sistemica negli anni Settanta. In totale, Peseschkian ha scritto 29 libri e numerosi articoli su questo approccio, contribuendo alla sua ampia letteratura e diffusione.

## Sviluppo e storia

### 1970-1980s
Gli anni '70 hanno segnato un periodo importante nello sviluppo e nell'accettazione della psicoterapia positiva come la conosciamo oggi. Si è trattato di un punto di svolta in cui la PPT ha ottenuto un riconoscimento più ampio nel campo della psicoterapia. Durante questo periodo, i principi fondamentali della PPT hanno iniziato a prendere forma e sono stati implementati nel trattamento di numerosi pazienti e delle loro famiglie. Questi principi sono stati anche sottoposti a test e presentati in conferenze internazionali, sia all'interno che all'esterno della Germania. In questo periodo significativo furono pubblicati quattro dei cinque libri fondamentali della PPT. Questi libri comprendono Psicoterapia della vita quotidiana (pubblicato originariamente come Schatten auf der Sonnenuhr nel 1974), Psicoterapia positiva (pubblicato originariamente in tedesco nel 1977), Storie orientali nella psicoterapia positiva (pubblicato originariamente in tedesco nel 1979) e Terapia familiare positiva (pubblicato originariamente in tedesco nel 1980). Inoltre, gli anni '70 videro l'istituzione dei primi corsi di formazione post-laurea in PPT, con la creazione di un'organizzazione di formazione nel 1974, che in seguito divenne il precursore dell'Accademia di Wiesbaden per la psicoterapia (WIAP). Nel 1979 la Camera medica dell'Assia ha riconosciuto questa organizzazione per la formazione di specializzandi in psicoterapia. Inoltre, nel 1977 è stata fondata l'Associazione tedesca per la psicoterapia positiva, che è diventata la prima associazione nazionale di psicoterapia positiva al mondo.
Nel corso degli anni Ottanta, la PPT ha conosciuto un continuo sviluppo, che ha portato alla pubblicazione di altri libri, come In Search of Meaning (pubblicato originariamente in tedesco nel 1983 e successivamente tradotto in inglese nel 1985). La collaborazione con giovani colleghi contribuì ulteriormente alla sistematizzazione del metodo PPT. Una tappa significativa di questo periodo fu il completamento della tesi di laurea di Hamid Peseschkian nel 1988, che segnò la prima tesi di laurea incentrata esclusivamente sulla TPP. In questa tesi è stato fatto un importante passo avanti nella strutturazione della prima intervista nella PPT. È stato introdotto un questionario specificamente progettato per questo colloquio iniziale e successivamente sottoposto a uno studio psicodinamico. Nel 1988, questo questionario per il primo colloquio, insieme al WIPPF (questionario in PPT), è stato pubblicato con piccole modifiche. Questo precursore del successivo primo colloquio psicodinamico semistrutturato è stato uno dei primi esempi nel campo della psicoterapia psicodinamica.
Negli anni '80, Peseschkian ha viaggiato molto per tenere seminari sulla PPT nei Paesi in via di sviluppo dell'Asia e dell'America Latina. In questo periodo sono stati tradotti in inglese importanti lavori sulla PPT. Peseschkian ha anche condotto seminari sulla formazione manageriale e sul coaching, suscitando interesse per l'applicazione della PPT in questi campi.

### 1990-2010
In questo periodo, Peseschkian ha pubblicato la sua ultima opera fondamentale, Psicosomatica e psicoterapia positiva, nel 1991 (versione tedesca) e successivamente tradotta in inglese nel 2013. Questo libro introduce un approccio strutturato e psicodinamico al trattamento di vari disturbi psicologici e fisici.
I cambiamenti politici nell'Europa centrale e orientale durante gli anni Novanta hanno accelerato notevolmente l'espansione internazionale della TPP, che era già iniziata negli anni Ottanta. Il PPT ha riscontrato un notevole interesse per queste culture, che occupano una posizione psicologica unica tra le culture orientali e occidentali. I colleghi dell'Europa orientale, noti per i loro metodi di lavoro organizzati e per la loro sete di conoscenza, hanno svolto un ruolo cruciale nel sistematizzare i seminari di PPT al di fuori della Germania. Nel 1990 erano stati istituiti oltre 30 centri in tutto il mondo, a partire dal primo a Kazan, in Russia. Le prime associazioni nazionali di psicoterapia positiva sono state costituite in Bulgaria (1993), Romania (2004) e Russia. L'internazionalizzazione della TPP è proseguita con la registrazione legale del Centro Internazionale di Psicoterapia Positiva nel 1996 come ONG in Germania, che in seguito si è evoluta nell'Associazione Mondiale per la Psicoterapia Positiva e Transculturale (WAPP). Questi sviluppi hanno coinciso con la creazione dell'Associazione Europea di Psicoterapia (EAP) a Vienna nel 1990, che ha stabilito gli standard professionali e legali per la psicoterapia. I rappresentanti della psicoterapia positiva sono stati attivamente coinvolti nell'EAP fin dalla sua nascita.
Nei Paesi di lingua tedesca, il dibattito sull'efficacia dei vari metodi di psicoterapia è stato suscitato dalla pubblicazione di Klaus Grawe nel 1994 e dalla conseguente discussione sulle leggi in materia di psicoterapia. In risposta, Peseschkian e i suoi colleghi hanno condotto un ampio studio sull'efficacia della psicoterapia positiva, che ha ricevuto il premio Richard Merten nel 1997. Questo studio ha fornito prove empiriche dell'efficacia pratica della PPT e si è allineato con la crescente enfasi sulle pratiche basate sull'evidenza in psicoterapia.
Nel 1999 è stato pubblicato un curriculum di formazione internazionale per gli studi avanzati sulla PPT, che attinge alle esperienze di diversi Paesi. L'espansione della TPP è stata formalizzata in Germania, con l'Accademia di Wiesbaden per la psicoterapia (WIAP) che ha ricevuto il riconoscimento governativo per la formazione post-laurea di psicologi in psicoterapia psicodinamica e di pedagogisti e assistenti sociali in psicoterapia infantile e adolescenziale. La legge tedesca per gli psicoterapeuti del 1998 ha stimolato ulteriori sviluppi nel curriculum e nella sistematizzazione della formazione di base e avanzata in PPT, estendendo la sua influenza anche al di fuori della Germania. Nel corso degli anni, i seminari di livello base tenuti nell'Europa dell'Est hanno portato all'emergere di nuovi concetti. La TPP ha superato il suo contesto medico originario e ha trovato applicazione in diversi ambiti, tra cui l'istruzione scolastica e universitaria, la formazione manageriale e il coaching. Il primo congresso mondiale di TPP è stato organizzato nel 1997 a San Pietroburgo, in Russia, e da allora ogni 3-4 anni. Nel 2005, presso l'Università UTEPSA di Santa Cruz, in Bolivia, è stato completato il primo programma di laurea che offre un master in PPT. La Fondazione Prof.-Peschkian, nota anche come Accademia Internazionale di Psicoterapia Positiva e Transculturale (IAPP), è stata fondata nel 2005 da Manije e Nossrat Peseschkian. Essa facilita le iniziative internazionali e sovrintende alla gestione dell'Archivio Internazionale di Psicoterapia Positiva.

### Dal 2010
Con la scomparsa di Nossrat Peseschkian, fondatore del PPT nel 2010, la comunità del PPT è entrata in una nuova fase.
L'Associazione Mondiale per la Psicoterapia Positiva e Transculturale (WAPP) è l'organizzazione globale per la psicoterapia positiva. Fondata nel 1996 come Centro Internazionale per la Psicoterapia Positiva, la WAPP comprende singoli membri, associazioni nazionali, istituti di formazione, centri e uffici di rappresentanza a livello nazionale e regionale. Il suo obiettivo primario è fornire supporto ai suoi membri e alle persone interessate a studiare, praticare e promuovere la psicoterapia positiva. La WAPP è registrata come organizzazione no-profit a Wiesbaden, in Germania, e nel 2023 vanta oltre 2.200 membri individuali in 50 Paesi.
La psicoterapia positiva è una modalità ufficialmente riconosciuta dalla European Association for Psychotherapy (EAP). La Federazione Europea dei Centri di Psicoterapia Positiva (EFCPP) è un'organizzazione che opera in tutta Europa e che funge da European Wide Organization (EWO), European Wide Accrediting Organization (EWAO) e un Istituto di formazione in psicoterapia accreditato a livello europeo (EAPTI) attraverso la IAPP-Academy, affiliata all'EAP. Gli aspiranti psicoterapeuti possono ottenere il Certificato Europeo di Psicoterapia (ECP) in Psicoterapia Positiva seguendo una formazione presso l'EFCPP.
La psicoterapia positiva è un marchio registrato negli Stati Uniti d'America (registrazione n. 6.082.225). Nel 2016, la psicoterapia positiva è stata ufficialmente registrata sia nell'Unione Europea che in Svizzera.
A partire dal 2023, sono state istituite associazioni nazionali per il TPP in Bulgaria, Georgia, Germania, Romania, Kosovo, Ucraina ed Etiopia. Inoltre, il TPP è attivamente promosso attraverso centri di formazione locali o regionali in Armenia, Austria, Bielorussia, Bulgaria, Cina, Cipro, Georgia, Germania, Kosovo, Lettonia, Macedonia del Nord, Polonia, Romania, Russia, Turchia, Ucraina e Regno Unito. Seminari e conferenze sul PPT hanno raggiunto più di 80 Paesi in tutto il mondo. In particolare, la PPT è ora inclusa nei programmi di psicologia e psicoterapia delle università di Bulgaria, Russia, Ucraina e Turchia.